# Oscar Tacchi
Oscar Ettore Tacchi (Alessandria, 18 giugno 1959) è un dirigente sportivo ed ex calciatore italiano, di ruolo attaccante.
Nella sua carriera agonistica ha disputato 150 incontri in Serie B e 117 incontri in Serie C1. Figlio del calciatore Juan Carlos, è il fratello di Giancarlo e di Maurizio, entrambi calciatori.

## Carriera

### Giocatore
Inizia la carriera nel Sulmona calcio girone G serie D 1976-1977 poi nell'Irpinia, società con cui ottiene l'undicesimo posto del Girone G della Serie D 1977-1978.
Dal 1978 al 1982 milita nella Casertana, società con cui vince il Girone C della Serie C2 1980-1981, ottenendo la promozione in categoria superiore. La stagione seguente, in Serie C1, ottiene il settimo posto del Girone B.
Nel 1982 viene ingaggiato dal Campobasso, club con cui gioca tre stagioni: la prima stagione gioca relativamente poco con 21 presenze e 2 gol, la stagione successiva è titolare e campocannoniere (8 reti) di una squadra che lotta per la promozione, nella stagione successiva con i suoi 13 gol sarà determinante per la salvezza della squadra.
Nel 1985 passa al Genoa, società con cui ottiene il settimo posto della Serie B 1985-1986.
Lascia i liguri dopo una sola stagione, poiché quella seguente la disputa, sempre tra i cadetti, al Lecce. Con i pugliesi perde la promozione in massima serie dopo aver perso gli spareggi con il Cesena.
Nel 1987 è ingaggiato dall'Ancona, club di terza serie. Con i dorici vince il Girone A della Serie C1 1987-1988, ottenendo la promozione tra i cadetti.
Nel 1988 passa allo Spezia, sempre in terza serie. Con i liguri sfiora la promozione tra i cadetti, giungendo al terzo posto del Girone A della Serie C1 1988-1989, a due punti dalla Triestina promossa.
L'anno dopo è tra le file del Lanerossi Vicenza. Con i berici ottiene la salvezza dopo lo spareggio contro vinto contro il Prato nel Girone A della Serie C1 1989-1990 dove realizza il secondo gol dei veneti allo scadere del tempo.
Con i vicentini milita sino al gennaio 1991, quando è ingaggiato dal Francavilla. Con gli abruzzesi ottiene il sesto posto del Girone C della Serie C2 1990-1991.

### Dirigente
Ritiratosi dall'attività agonistica, ricopre l'attività di direttore generale per varie società calcistiche come Faenza, Chieti e Sassuolo.
Il 23 agosto 2007 diviene responsabile del settore giovanile del Ravenna.

## Palmarès
- Campionato italiano Serie C2: 1

Casertana: 1980-1981 (girone C)
- Campionato italiano Serie C1: 1

Ancona: 1987-1988 (girone A)